# Tréminis
Tréminis est une commune française de montagne, située dans le département de l'Isère, en région Auvergne-Rhône-Alpes.
Son territoire, à l'aspect essentiellement rural de la haute vallée de l'Ébron, historiquement rattachée au pays du Trièves, dans l'ancienne province du Dauphiné. La commune est adhérente à la communauté de communes du Trièves et ses habitants sont dénommés les Tréminisous.

## Géographie

### Situation et description
Située dans le Trièves au pied du Grand Ferrand, Tréminis est une commune entourée par les montagnes (Grand Ferrand, Ménil, Aup) et composée de quatre hameaux : l'Église, le Serre, Château-Bas et Château-Méa.
Son accès se fait par la route de Lalley, en contournant le Ménil à l'est, ou par le nord en passant par le col de Mens. Cette route sinueuse est une étape systématique du Rallye du Trièves.
Tréminis serait à l'origine un monastère datant du IXe siècle. Ses grandes maisons couvertes de tuiles en écailles reposant sur des génoises attestent d'un passé de traditions.
Point de départ de nombreuses excursions, la commune attire aujourd'hui de plus en plus de touristes. C'est la commune la plus méridonale du département de l'Isère.

### Géologie

#### Présentation
Le territoire de Tréminis est situé au pied de la pente occidentale de l'Obiou, en bordure nord d'une dépression à fond presque plat qui constitue le cirque des sources de l'Ébron.

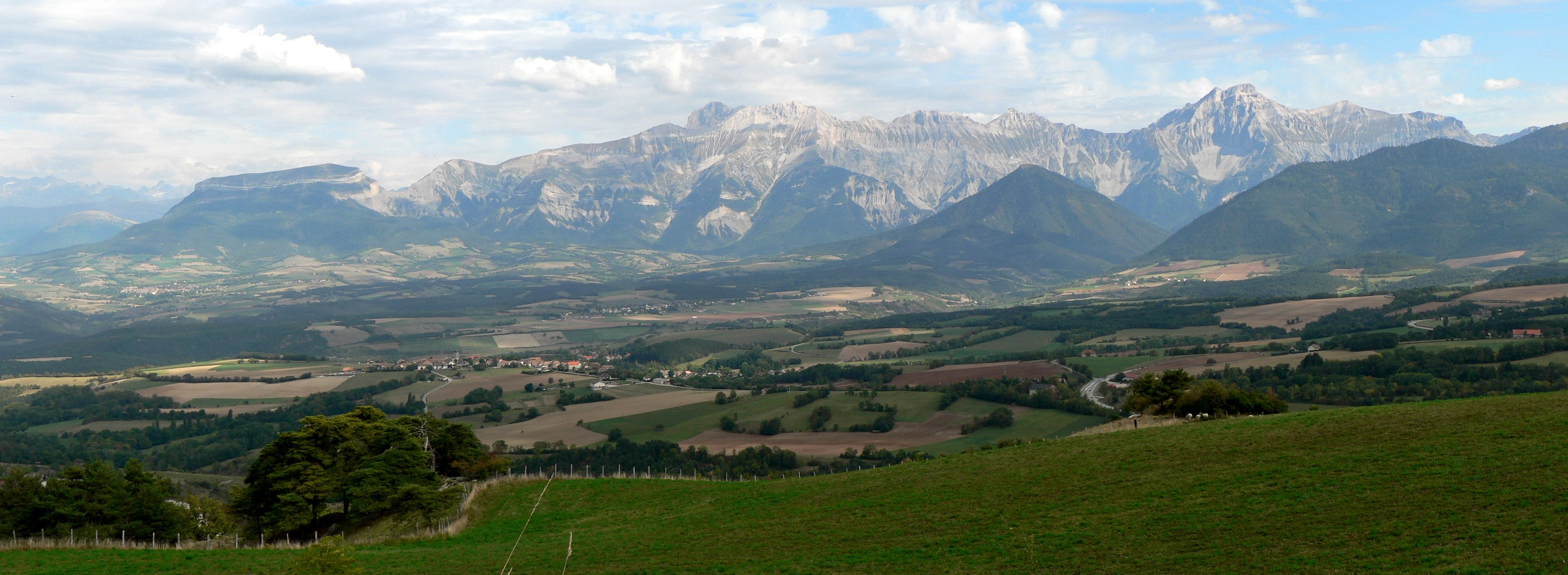
La région de Mens, Saint-Baudille-et-Pipet, l'entrée de la vallée de Tréminis au fond et l'Obiou

#### Sites géologiques remarquables
La « discordance anté-Sénonienne de Dévoluy » est un site géologique remarquable de 276,91 hectares, qui se trouve sur les communes de Lus-la-Croix-Haute (aux lieux-dits de La Jarjatte et Crête des Aiguilles) et de Treminis. En 2014, elle est classée « trois étoiles » à l'« Inventaire du patrimoine géologique ».

### Communes limitrophes
Le territoire de la commune de Tréminis est limitrophe de six autres communes, de deux autres départements (Drôme et Hautes-Alpes) et d'une autre région (Provence-Alpes-Côte d'Azur).

### Climat
Pour des articles plus généraux, voir Climat d'Auvergne-Rhône-Alpes et Climat de l'Isère.
En 2010, le climat de la commune est de type climat de montagne, selon une étude du Centre national de la recherche scientifique s'appuyant sur une série de données couvrant la période 1971-2000. En 2020, Météo-France publie une typologie des climats de la France métropolitaine dans laquelle la commune est exposée à un climat de montagne ou de marges de montagne et est dans la région climatique  Alpes du sud, caractérisée par une pluviométrie annuelle de 850 à 1 000 mm, minimale en été. 
Pour la période 1971-2000, la température annuelle moyenne est de 8,4 °C, avec une amplitude thermique annuelle de 17,3 °C. Le cumul annuel moyen de précipitations est de 1 049 mm, avec 8,5 jours de précipitations en janvier et 5,8 jours en juillet. Pour la période 1991-2020, la température moyenne annuelle observée sur la station météorologique de Météo-France la plus proche, « Saint-Baudille », sur la commune de Saint-Baudille-et-Pipet à 4 km à vol d'oiseau, est de 9,1 °C et le cumul annuel moyen de précipitations est de 1 082,0 mm,. Pour l'avenir, les paramètres climatiques de la commune estimés pour 2050 selon différents scénarios d'émission de gaz à effet de serre sont consultables sur un site dédié publié par Météo-France en novembre 2022.

### Hydrographie
Le territoire communal est sillonné par plusieurs petits cours d'eau, la plupart rejoignant l'Ébron, un affluent du Drac, d'une longueur de 32,1 km et qui s'écoule à proximité du bourg central après avoir pris sa source au pied du Grand Ferrand, dans le bassin de Tréminis.

### Voies de communication
La commune, son bourg central et ses hameaux, sont situés à l'écart des grands axes de circulation. La route départementale 216 (RD216) la relie cependant à la commune voisine de Saint-Baudille-et-Pipet par le col de Mens.

## Urbanisme

### Typologie
Au 1er janvier 2024, Tréminis est catégorisée commune rurale à habitat très dispersé, selon la nouvelle grille communale de densité à sept niveaux définie par l'Insee en 2022.
Elle est située hors unité urbaine et hors attraction des villes,.

### Occupation des sols
L'occupation des sols de la commune, telle qu'elle ressort de la base de données européenne d’occupation biophysique des sols Corine Land Cover (CLC), est marquée par l'importance des forêts et milieux semi-naturels (89,4 % en 2018), une proportion sensiblement équivalente à celle de 1990 (89,6 %). La répartition détaillée en 2018 est la suivante :
forêts (60,6 %), espaces ouverts, sans ou avec peu de végétation (17,7 %), milieux à végétation arbustive et/ou herbacée (11 %), zones agricoles hétérogènes (6,5 %), prairies (3,3 %), terres arables (0,7 %). L'évolution de l’occupation des sols de la commune et de ses infrastructures peut être observée sur les différentes représentations cartographiques du territoire : la carte de Cassini (XVIIIe siècle), la carte d'état-major (1820-1866) et les cartes ou photos aériennes de l'IGN pour la période actuelle (1950 à aujourd'hui).

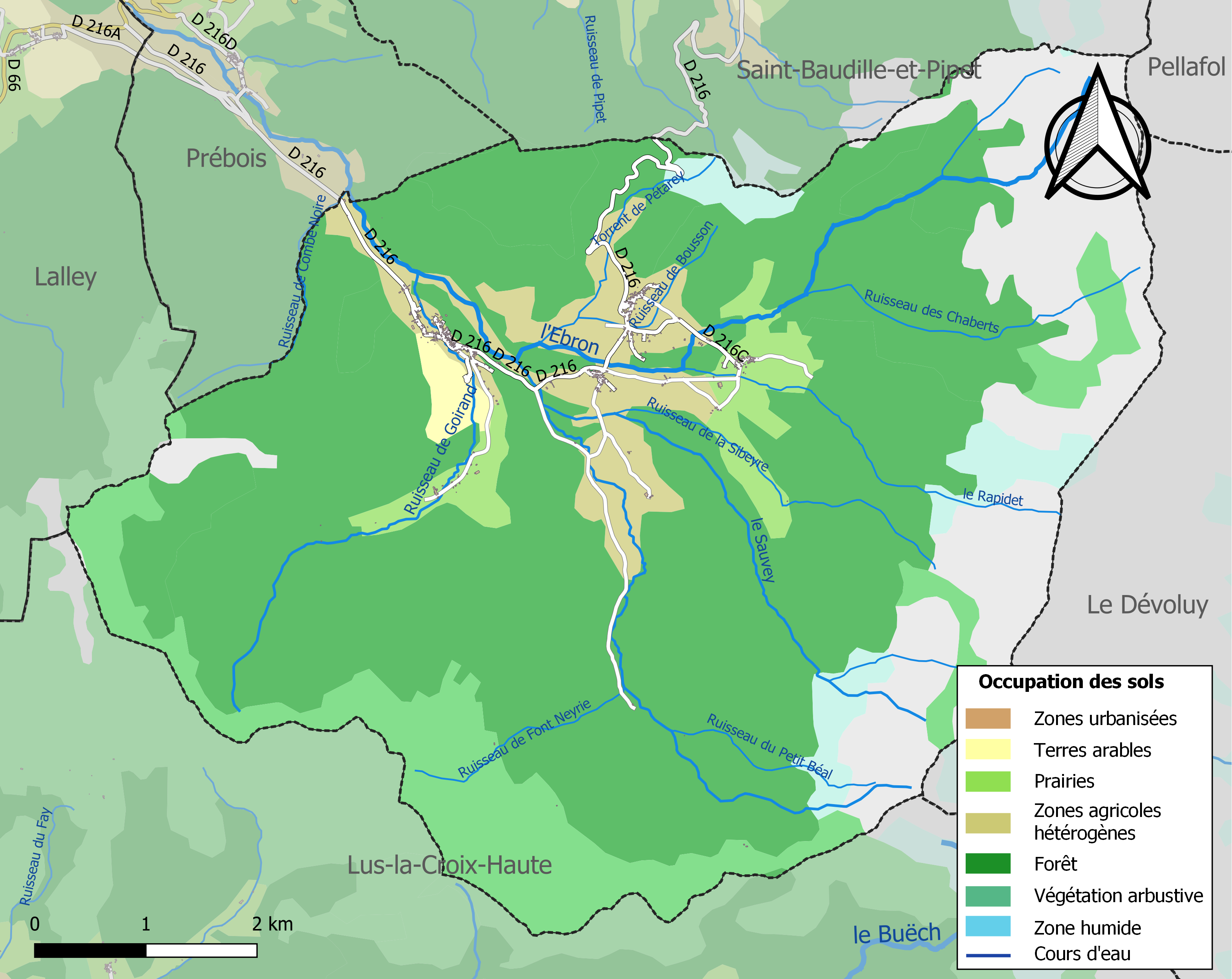
Carte des infrastructures et de l'occupation des sols de la commune en 2018 (CLC).

### Lieux-dits et écarts
- Les hameaux :
 Le Serre, l'Église, Château-Bas, Château Méa.
- Les autres lieux-dits :
 La Chenal, Sauvanière, la Faurie, les Granges, Pré-Girard, la Plaine …

### Risques naturels et technologiques

#### Risques sismiques
L'ensemble du territoire de la commune de Tréminis est situé en zone de sismicité no 3, « risque modéré », comme la plupart des communes de son secteur géographique. Elle se situe cependant au sud de la limite d'une zone sismique classifiée de « moyenne » et qui partage le département de l'Isère.
| Type de zone | Niveau            | Définitions (bâtiment à risque normal) |
| ------------ | ----------------- | -------------------------------------- |
| Zone 3       | Sismicité modérée | accélération = 1,1 m/s2                |

#### Autres risques
Les risques répertoriés pour la commune par la préfecture de l'Isère sont : le risque de crue torrentiel, de glissement de terrain, de chute de pierres et blocs et d'avalanche.

## Toponymie
Plusieurs hypothèses ont été avancées dont entre trois monts ou trois châteaux et même terminus (« la borne »), car la commune se situe bien au bout de la vallée, mais la plus vraisemblable semble Transmenium signifiant « au delà de Ménil », montagne ou se situe le col de Mens.

## Histoire
La seigneurie est la propriété de la famille de Bérenger. Elle est située à l'écart de deux axes de communication (celui de Corps, et celui du col de Luz). Par conséquent, on n'y trouve pas les commerçants traditionnellement attachés aux axes routiers (hôteliers, etc).
Elle confie la fonction judiciaire de capitaine-châtelain à la famille Jouguet issue de la paroisse, depuis la fin du XVIe siècle. Cette famille tisse des liens avec la petite noblesse (d'Eschaffin, de Cornu) et les notables (Mousnier, Achard) du Trièves et du Vercors. Peu avant la Révolution, elle finit par posséder un fief. Elle va ensuite s'établir dans la haute bourgeoisie de Grenoble.
Les protestants sont principalement établis dans un des hameaux de la commune, le Château-Bas.
Une verrerie fut fondée à Château-Bas en 1818 par les sieurs Daniel-Pierrel Pelissier, Fréderic Garnier et Jacques-François Toupense. L'abondance de bois de la commune, l'interruption des importations de verre depuis la Savoie, et vraisemblablement l'endettement de la commune qui a pu vendre des bois aux promoteurs de l'usine, ont motivé cette installation. L'usine s'approvisionnait en sable très blanc pris à Lus-la-Croix-Haute, dans la Drôme, et en bois dans la forêt de Tréminis. Elle occupait trente ouvriers pour la fabrication, et plus de quarante pour l'exploitation du bois. La production annuelle de 1 500 caisses de verre de 150 kg chacune était significative pour l'époque. L'usine, mal acceptée par la population, cessa son activité une première fois en 1825 à la suite d'un incendie, puis de façon définitive, vraisemblablement en 1833.
Une carrière de pierres lithographiques fut exploitée brièvement à 500 m à l'ouest du Col de la Croix au début du XXe siècle. Elle fut rapidement arrêtée du fait de la qualité insuffisante de la pierre.
En 1943, deux maquis se sont formés à Tréminis, le « camp no 1 » qui comptait quelques dizaines de maquisards (entre 34 et 44), et un maquis plus modeste, le « camp des théologiens », formé de six étudiants de la faculté de théologie protestante de Montpellier. Ces deux maquis ont été attaqués par les Allemands le 19 octobre 1943. Neuf maquisards ont été condamnés à mort par le Tribunal allemand de Lyon, dont cinq ont été fusillés à La Doua le 23 décembre 1943. Parmi ceux qui ont réussi à s'échapper, quelques-uns sont morts au combat ou en déportation. Un monument à la mémoire des dix-neuf maquisards morts pour la France a été inauguré en 1946 à Château-Bas.

## Politique et administration

### Administration municipale
En 2022, le conseil municipal de Tréminis est composé de onze membres (six hommes et cinq femmes) dont un maire, trois adjoints aux maire et sept conseillers municipaux.

### Liste des maires
| Période                                  | Période  | Identité                                       | Étiquette | Qualité                     |
| ---------------------------------------- | -------- | ---------------------------------------------- | --------- | --------------------------- |
| 1944                                     | 1945     | Marcel Barthalais                              |           | Exploitant forestier/scieur |
| 1945                                     | 1947     | Charles Morin                                  |           | Retraité Gendarmerie        |
| 1947                                     | 1953     | Gustave Parat                                  |           | Agriculteur                 |
| 1953                                     | 1956     | Charles Morin (démission pour raison de santé) |           | Retraité Gendarmerie        |
| 1956                                     | 1959     | Fernand Convert                                |           | Exploitant forestier/scieur |
| 1959                                     | 1967     | Léon Barthalay (mort en exercice)              |           | Exploitant forestier/scieur |
| 1967                                     | 1989     | Marcel Convert                                 |           | Exploitant forestier/scieur |
| 1989                                     | 1995     | Maurice Besançon                               |           | Retraité enseignement       |
| 1995                                     | 2008     | Jean-Claude Marin                              |           | Artisan                     |
| 2008                                     | 2020     | Frédéric Aubert                                |           | Masseur kinésithérapeute    |
| 2020                                     | En cours | Anne-Marie Fitoussi                            |           | Retraitée enseignement      |
| Les données manquantes sont à compléter. |          |                                                |           |                             |

## Population et société

### Démographie
L'évolution du nombre d'habitants est connue à travers les recensements de la population effectués dans la commune depuis 1793. Pour les communes de moins de 10 000 habitants, une enquête de recensement portant sur toute la population est réalisée tous les cinq ans, les populations de référence des années intermédiaires étant quant à elles estimées par interpolation ou extrapolation. Pour la commune, le premier recensement exhaustif entrant dans le cadre du nouveau dispositif a été réalisé en 2006.

En 2022, la commune comptait 201 habitants, en évolution de +11,67 % par rapport à 2016 (Isère : +3,07 %, France hors Mayotte : +2,11 %).
| 1793 | 1800 | 1806 | 1821 | 1831 | 1836 | 1841 | 1846 | 1851 |
| ---- | ---- | ---- | ---- | ---- | ---- | ---- | ---- | ---- |
| 536  | 511  | 582  | 563  | 626  | 615  | 596  | 613  | 608  |

| 1856 | 1861 | 1866 | 1872 | 1876 | 1881 | 1886 | 1891 | 1896 |
| ---- | ---- | ---- | ---- | ---- | ---- | ---- | ---- | ---- |
| 569  | 562  | 577  | 568  | 538  | 507  | 503  | 448  | 448  |

| 1901 | 1906 | 1911 | 1921 | 1926 | 1931 | 1936 | 1946 | 1954 |
| ---- | ---- | ---- | ---- | ---- | ---- | ---- | ---- | ---- |
| 431  | 392  | 401  | 311  | 314  | 328  | 321  | 315  | 332  |

| 1962 | 1968 | 1975 | 1982 | 1990 | 1999 | 2006 | 2011 | 2016 |
| ---- | ---- | ---- | ---- | ---- | ---- | ---- | ---- | ---- |
| 294  | 260  | 207  | 191  | 173  | 172  | 164  | 178  | 180  |

| 2021 | 2022 | - | - | - | - | - | - | - |
| ---- | ---- | - | - | - | - | - | - | - |
| 193  | 201  | - | - | - | - | - | - | - |

### Enseignement
La commune est rattachée à l'académie de Grenoble.

### Équipements sportifs
Le domaine nordique de Tréminis (ouvert depuis les années 1930) dont les pistes sont tracées au pied d’un immense cirque rocheux,.

### Médias
Historiquement, le quotidien régional Le Dauphiné libéré consacre, chaque jour, y compris le dimanche, dans son édition de Romanche et Oisans, un ou plusieurs articles à l'actualité de la commune, de son canton, ainsi que des informations sur les éventuelles manifestations locales.

### Cultes
L'église (propriété de la commune) et la communauté catholique de Tréminis dépend de la paroisse Notre-Dame d'Esparron, elle-même rattachée au diocèse de Grenoble-Vienne.

## Culture et patrimoine

### Patrimoine religieux
- Église Saint-Pierre de Tréminis au hameau de l'Église.
- Temple au hameau de Château-Bas.
- Chapelle au hameau du Serre.

### Patrimoine civil
Un monument est élevé en mémoire des résistants du Maquis de Tréminis, attaqué par l'armée allemande le 19 octobre 1943.
 Une exposition permanente a été installée au départ du principal sentier de randonnée de Tréminis (« cabane du pique-nique ») et permet aux promeneurs de découvrir les grandes pages du mouvement de résistance locale et de l'attaque tragique subie par ce maquis.

### Personnalités liées à la commune

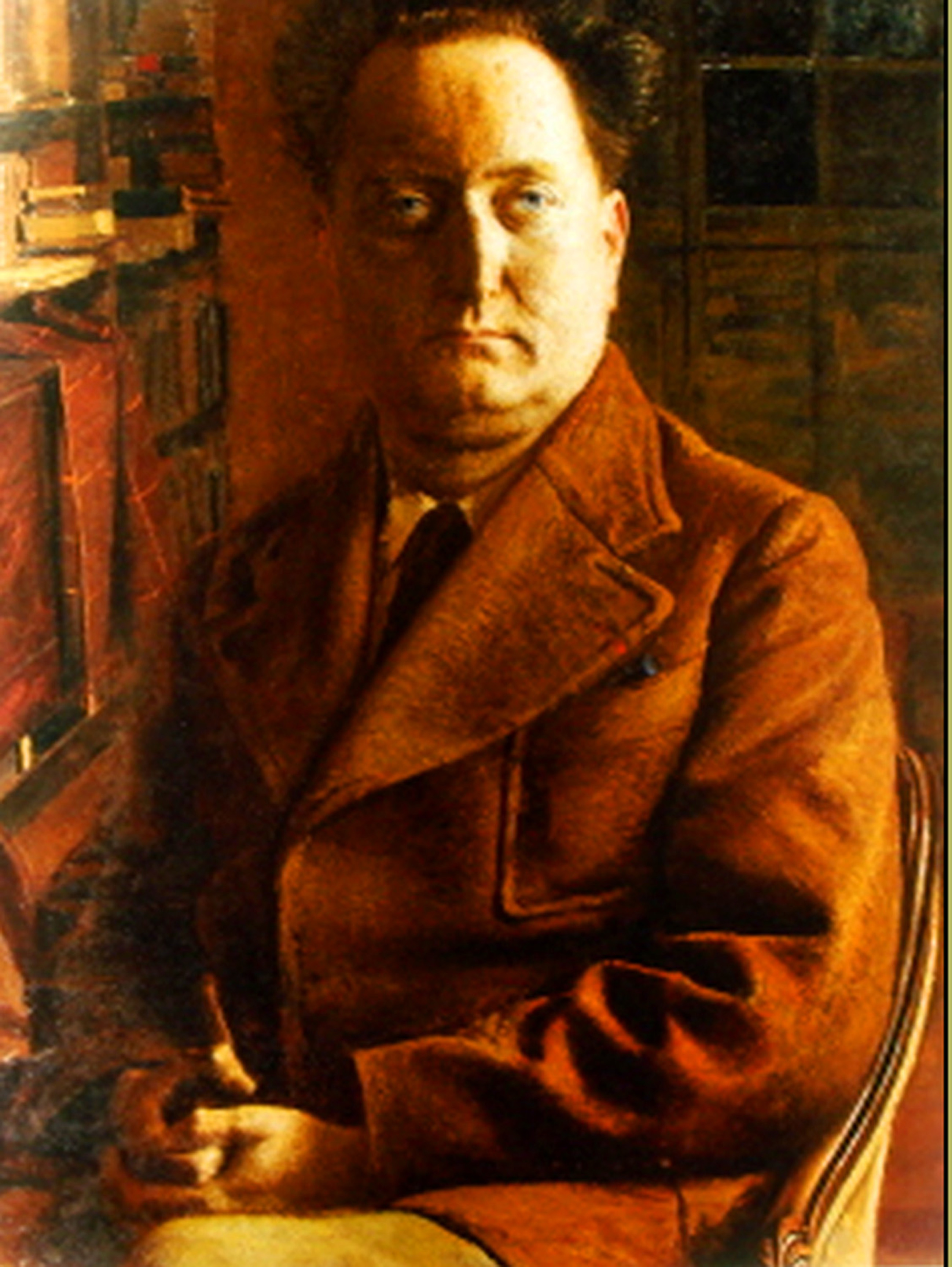
Jean Giono

- Jean Bérenger (1767-1850), homme politique est né à Tréminis ; fils du Pasteur Colombe, il a aidé à la réussite du coup d'État du 18 brumaire et a été conseiller d'État sous Napoléon puis sous la Restauration.
- Jean Giono (1895-1970) y a possédé une maison de villégiature dans les années 1930.

### Héraldique
|  | Tréminis possède des armoiries dont l'origine et le blasonnement exact ne sont pas disponibles. |